# Paweł Kieszek
Paweł Kieszek (Warschau, 16 april 1984) is een Pools voetballer die als doelman speelt.
Kieszek begon bij RKS Marymont Warschau voor hij al op jonge leeftijd in de jeugdopleiding van Polonia Warschau kwam. In 2003 maakte hij zijn debuut en speelde tot eind 2005 voor de club. In 2006 kwam hij uit voor Egaleo FC in Griekenland maar hij keerde in 2007 weer terug bij Polonia. In de zomer van 2007 stapte hij over naar SC Braga dat hem in 2009 aan Vitória Setúbal uitleende. In 2010 tekende hij een vierjarig contract bij FC Porto dat hem in het seizoen 2011/12 uitleende aan Roda JC Kerkrade, waar hij tot 25 wedstrijden kwam. Op deze zomer van 2012 verkaste hij naar Vitória SC, dat hij in de zomer van 2014 verruilde voor GD Estoril-Praia. Tussen 2016 en 2018 speelde Kieszek voor Córdoba CF. Medio 2018 ging hij naar Málaga CF.